# ماركو مورير
ماركو مورير (و. 1988  م) هو لاعب هوكي الجليد سويسري، ولد في أفولترون أم ألبيس، مركز لعبه هو مدافع ‏.

## روابط خارجية
- ماركو مورير على موقع EliteProspects.com (الإنجليزية)
- ماركو مورير على موقع Eurohockey.com (الإنجليزية)
- ماركو مورير على موقع HockeyDB.com (الإنجليزية)